# Iúlia Léjneva
Iúlia Léjneva (Iujno-Sakhalinsk, 5 de desembre de 1989) és una soprano de coloratura russa.
Va néixer en el si una família de geofísics. Des ben jove ja es va interessar pel món de la música i es va graduar amb honors a l'Escola de Música Gretxanínov de Moscou. Va continuar els estudis de veu a l'Acadèmia Internacional de Cardiff (CIAV) amb Dennis O'Neill, dins el Programa d'Ajuda a les Arts Kempinski iniciat per Marylea van Daalen. Paral·lelament, va participar en les classes magistrals de Richard Bonynge, Carlo Rizzi, Kiri Te Kanawa o Rebecca Evans, entre d'altres. També va estudiar a la Guildhall School de Londres.
La jove soprano va cridar l'atenció internacionalment quan tenia disset anys, ja que va guanyar el primer premi de la 6a edició del Concurs Internacional Ielena Obraztsova de Cantants d'Òpera. Léjneva ha actuat com a solista a la sala Rachmaninoff del Conservatori Estatal de Moscou, a la Filharmònica de Sant Petersburg i al Teatre Bolxoi. En l'àmbit internacional ha actuat a Brussel·les, Amsterdam, París, Viena, Polònia, Japó, Eslovàquia o Noruega, dins de festivals com el de Salzburg Mozartwoche o el Rossini Opera Festival de Pesaro.
Tot i la seva joventut, Léjneva té un repertori extens i variat que va des del Barroc fins a l'època del Romanticisme i composicions contemporànies. Promocionada per Marc Minkowski, ara canta als grans escenaris de tot el món. A l'octubre de 2010, el primer premi en el Concurs Internacional d'Òpera de París li portà la seva consagració.

## Discografia
- Bach, Mass in B Minor. Segell: Naïve Records
- Rossini, Rossini Arias Segell: Naïve Records
- Vivaldi, Ottone in villa – Verónica Cangemi, Sonia Prina, Iúlia Léjneva, Topi Lehtipuu, Roberta Invernizzi; Il Giardino Armonico, Giovanni Antonini (conductor). Segell: Naïve Records RV729
- Handel, "Alessandro" Segell: Decca Classics
- Vivaldi, "L'Oracolo in Messenia" Segell: Virgin Classics
- "Alleluia" - Vivaldi, Handel, Porpora (world-premiere), Mozart - four motets, with Il Giardino Armonico/Giovanni Antonini Segell: Decca Classics
- "Pergolesi" - Stabat Mater; Laudate pueri: Confitebor tibi domine - Duet Album with Philippe Jaroussky: Erato/Warner Classics
- "Hasse Siroe" - world premiere opera recording, opposite Max Cencic & franco Fagioli, released by Decca Classics.
- "HANDEL" - G.F. Handel's great early works written during his trip to Italy (La Resurrezione, Il Trionfo del Tempo e del DIsinganno, Dixit Dominus, Salve regina, Apollo e Daphne, Rodrigo, Agrippina), with Il Giardino Armonico/Giovanni Antonini - DECCA Classics, 2015

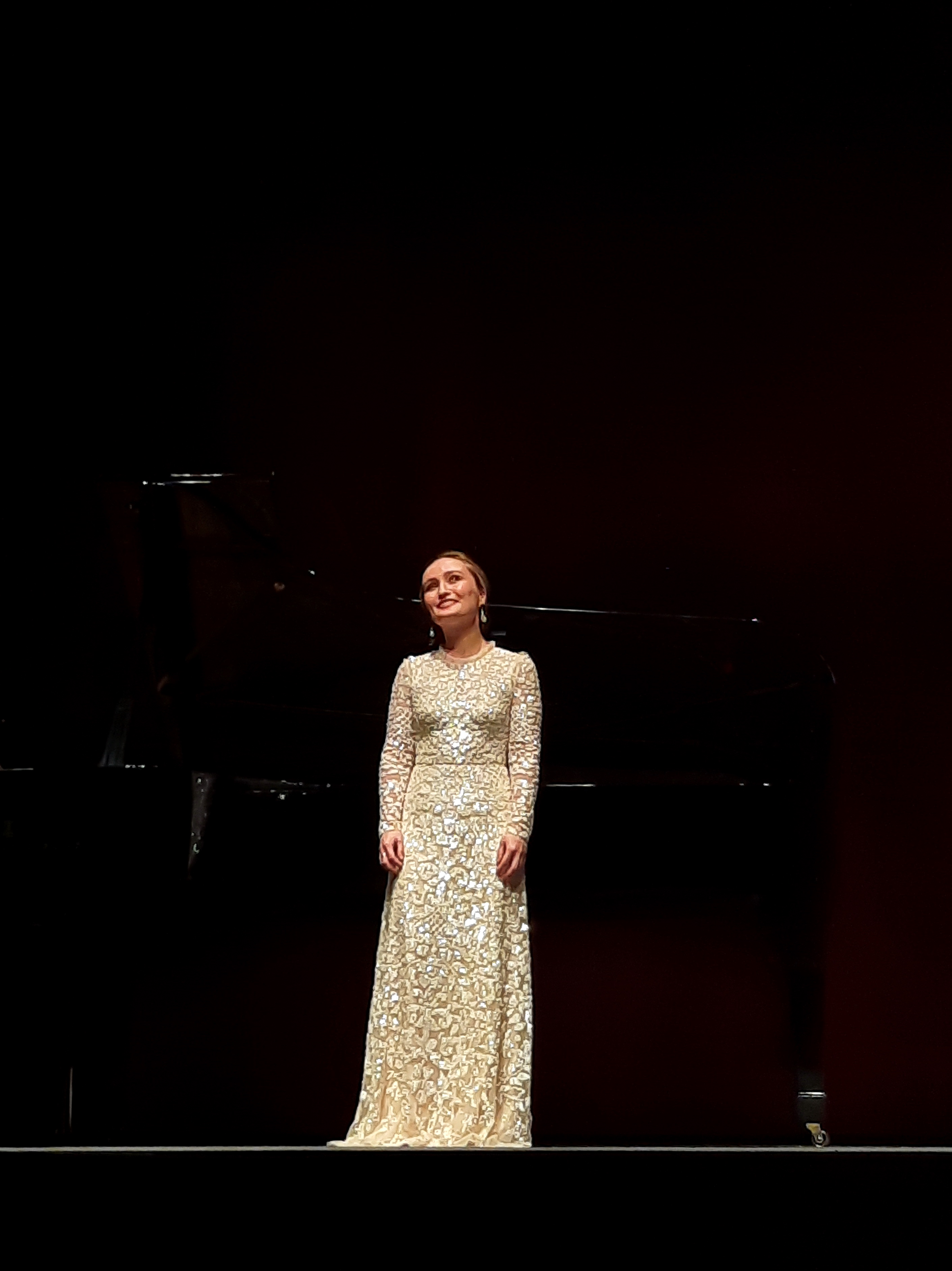
Léjneva a l'Atlàntida de Vic (2022)